# Dranse de Ferret
Dranse de Ferret är ett vattendrag i Schweiz. Det ligger i den sydvästra delen av landet, 100 km söder om huvudstaden Bern.
Trakten runt Dranse de Ferret består i huvudsak av gräsmarker. Runt Dranse de Ferret är det mycket glesbefolkat, med 4 invånare per kvadratkilometer.